# Maki Katsuno-Hayashikawa

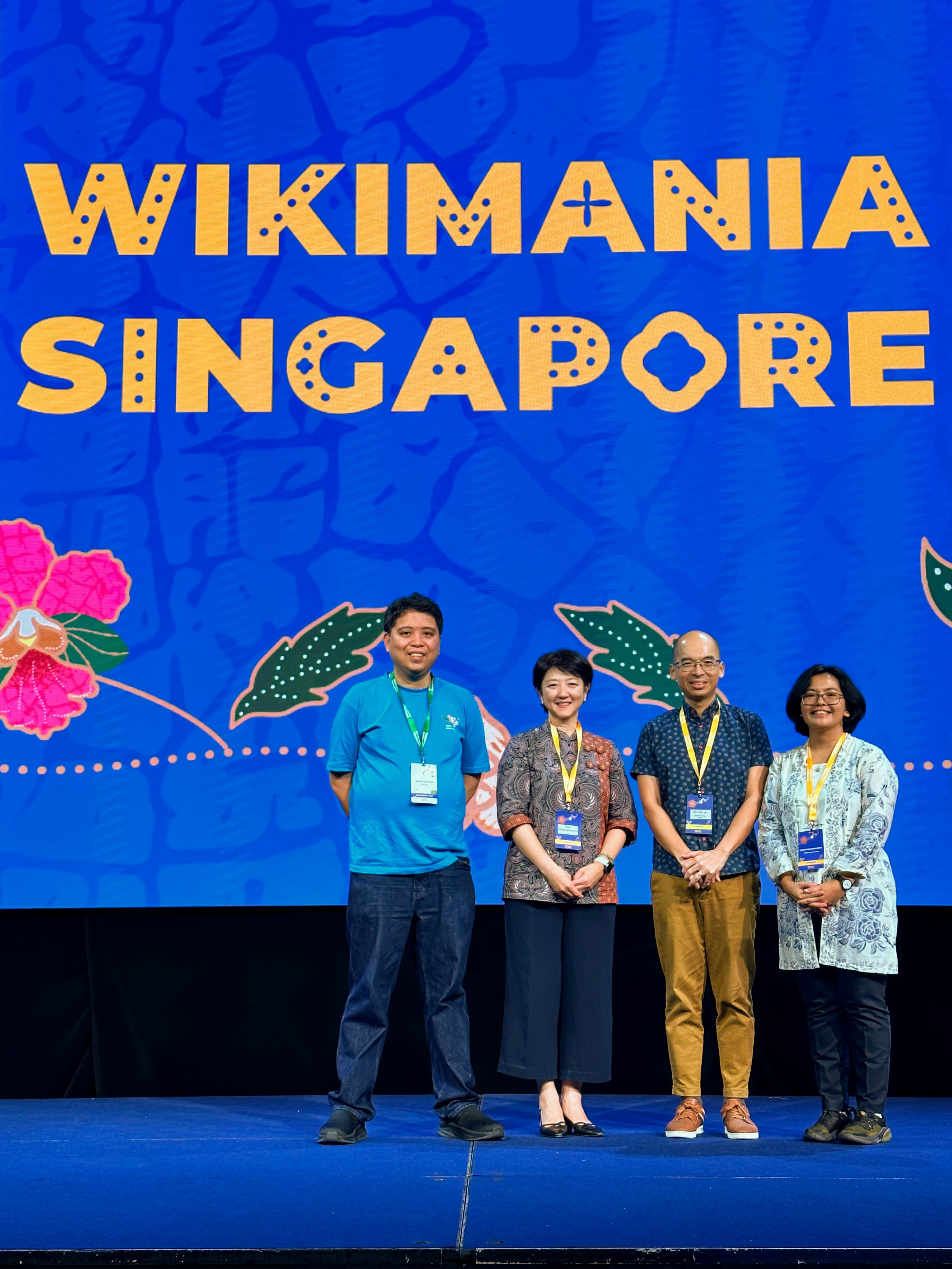
Maki Katsuno-Hayashikawa (2.v.l) auf der Wikimania 2023

Maki Katsuno-Hayashikawa ist eine japanische leitende Mitarbeiterin der UNESCO.

## Werdegang
Katsuno-Hayashikawa hat seit 1990 einen Bachelor-Abschluss in internationalen Beziehungen von der London School of Economics and Political Science, seit 1992 einen Master-Abschluss in Bildungsplanung des Institute of Education der University of London und seit 2009 einen Master-Abschluss in frühkindlicher Bildung der University of South Australia.
1993 begann Katsuno-Hayashikawa für die UNESCO als Associate Expert im Bildungssektor zu arbeiten. 1995 wurde sie Assistant Program Specialist und 1996 Program Specialist. Bis 2003 hatte sie diese Position im UNESCO-Büro in Peking inne. Von 2003 bis 2005 war Katsuno-Hayashikawa zur Japan International Cooperation Agency (JICA) und von 2010 bis 2011 als Bildungsspezialistin zum UNICEF-Regionalbüro für Ostasien und den Pazifik abgeordnet. 2011 kam Katsuno-Hayashikawa zurück zur UNESCO als Leiterin der Abteilung für Grundbildung. Von 2014 bis 2015 leitete sie dann die Abteilung für Lernen und Lehrkräfte und 2016 
die Abteilung für Bildung für Inklusion und Geschlechtergleichheit. 2016 wurde Katsuno-Hayashikawa Leiterin der Abteilung „Inclusive Quality Education“ beim Regionalbüro für Bildung in Asien und im Pazifik in Bangkok, Thailand. Ab dem 1. September 2020 war sie Direktorin der Abteilung für „Bildung 2030“ im Bildungssektor des UNESCO-Hauptquartiers. Zum 10. Juli 2023 wurde Katsuno-Hayashikawa Direktor des UNESCO-Büros in Jakarta und zur UNESCO-Repräsentantin in Indonesien, Brunei, Malaysia, den Philippinen und Osttimor ernannt.